# William Carr (aviron)
Pour les articles homonymes, voir William Carr et Carr.
William "Bill" John Carr, né le 17 juin 1876 à Gortnagrace dans le Donegal  et mort le 25 mars 1942 à Philadelphie est un rameur d'aviron américain originaire d'Irlande. Il est membre du Vesper Boat Club, basé à Philadelphie, dans l'état de Pennsylvanie.
Il a remporté la médaille d'or en huit aux Jeux olympiques d'été de 1900 à Paris.